# 托马罗夫卡
托马罗夫卡（羅馬化：Tomarovka），是俄罗斯别尔哥罗德州的市级镇，属雅科夫列沃区，位于第聂伯河支流沃尔斯克拉河畔，在州首府别尔哥罗德西北方。
2021年有人口7,621人；2010年人口8,094；2002年人口7,816；1989年人口7,165。